# Ange au cierge et à l'encensoir
Ange au cierge et à l'encensoir (en ukrainien : Янгол з кадилом і свічкою) est une œuvre de l'artiste russe Mikhaïl Vroubel réalisée au cours de son séjour à Kiev à la fin des années 1880.

## Histoire de la création
En 1884, l'Académie de Kiev fait appel à un archéologue et historien d'art russe Adrian Prakhov et au professeur Pavel Tchistiakov, dans l'intention de créer une iconostase byzantine et de restaurer les fresques à l'intérieur de l'église Saint-Cyrille de Kiev. Il fallait un artiste de talent et Tchistiakov était capable de reconnaître le talent. Il fallait un artiste jeune parce que les fonds ne suffisaient pas pour payer des rémunérations élevées. Tchistiakov a proposé à Prakhov de prendre Mikhaïl Vroubel qui était encore jeune et n'avait pas terminé l'académie qu'il n'avait fréquentée que de 1880 à 1884. Il n'était pas connu du public et se contentait d'une faible rémunération.   
L'intervention à réaliser dans les fresques du XIIe siècle de l'église Saint-Cyrille était plutôt réduite. Il fallait plutôt recréer des fresques nouvelles là où les anciennes avaient complètement disparu. Le premier essai de Vroubel, une image de l'archange sur un des piliers de l'église, a vu sa réalisation tout à fait approuvée. Vroubel crée alors pour l'église la fresque Descente du Saint-Esprit sur les apôtres (1885). Il ne peint pas comme un artiste du XIIe siècle mais comme un maître actuel qui connaît les réalisations de la peinture en Europe occidentale, mais connaît aussi l'art byzantin qui reste toujours pour lui une source d'inspiration. 
Vroubel a également créé des croquis pour les fresques de la cathédrale Saint-Vladimir à Kiev. Toutefois les autorités ont considéré qu'ils n'étaient pas conformes aux règles canoniques et qu'ils offenseraient les prêtres s'ils étaient réalisés. Ils n'ont donc pas autorisé leur réalisation. C'est à ces peintures murales qui n'ont pas été réalisées qu'appartient probablement le croquis de l'Ange au cierge et à l'encensoir qui est resté dans son état primitif d'esquisse sur papier.
Au cours de la réalisation de l'esquisse, l'idée créative de Vroubel s'est élargie et a grandi, dépassant le format initialement prévu. Dès lors l'artiste a collé de nouveaux fragments de papier et a prolongé son croquis. C'est clairement visible dans le bas de l'esquisse.

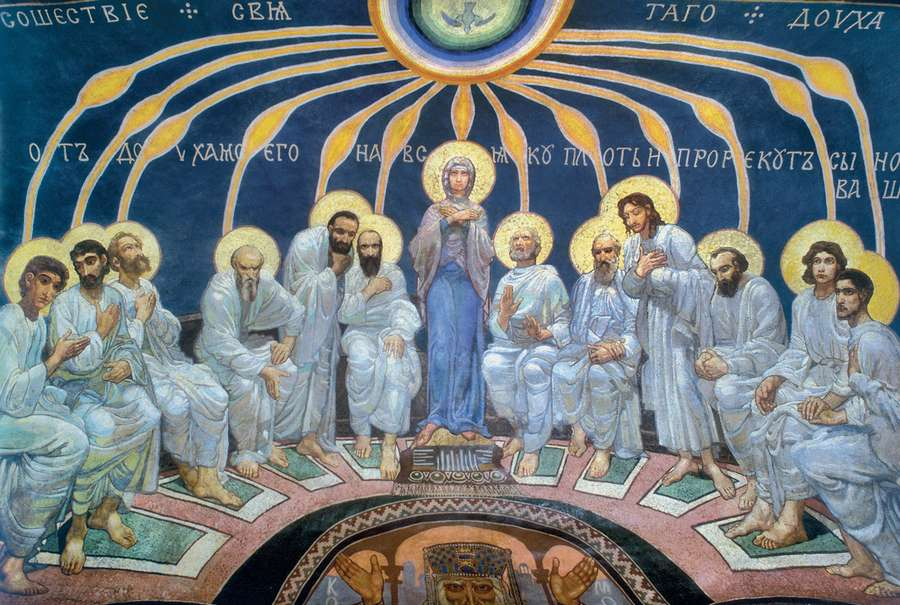
Descente du Saint-Esprit sur les apôtres dans l'église Saint-Cyrille (Kiev) par Mikhaïl Vroubel

Cette œuvre a appartenu à l'artiste Mikola Ivanovitch Mourachko. Depuis 1934, elle se trouve au Musée national de peinture de Kiev.

## Sources
- (uk) Cet article est partiellement ou en totalité issu de l’article de Wikipédia en ukrainien intitulé « Янгол з кадилом і свічкою » (voir la liste des auteurs).